# Киньонес, Хулиан
Хулиан Андрес Киньонес Киньонес (исп. Julian Andrés Quiñones Quiñones; род. 24 марта 1997[…], Магуи-Паян, Нариньо) —  колумбийский и мексиканский футболист, нападающий саудовского клуба «Аль-Кадисия» и сборной Мексики.

## Клубная карьера
Киньонес начал карьеру в мексиканском «УАНЛ Тигрес». В начале 2016 года для получения игровой практики он на правах аренды перешёл в «Венадос». 9 января в матче против «Минерос де Сакатекас» Хулиан дебютировал в Лиге Ассенсо. В этом же поединке Киньонес забил свой первый гол за «Венадос». Летом Хулиан вернулся в УАНЛ. 24 июля в матче против «Атласа» он дебютировал в мексиканской Примере, заменив во втором тайме Исмаэля Сосу. В своём дебютном сезоне Киньонес стал чемпионом Мексики.
Летом 2017 года Киньонес на правах аренды перешёл в Лобос БУАП. 23 июля в матче против «Сантос Лагуна» он дебютировал за новую команду. В этом же поединке Хулиан забил свой первый гол за Лобос БУАП. В следующих шести матчах он забил шесть мячей.
Летом 2021 года перешёл в клуб «Атлас».

## Международная карьера
В 2017 года Киньонес в составе молодёжной сборной Колумбии принял участие в молодёжного чемпионата Южной Америки в Эквадоре. На турнире он сыграл в матчах против команд Парагвая, Чили, Венесуэлы, Аргентины, а также дважды против Бразилии и Эквадора.

## Достижения
Командные
УАНЛ Тигрес
- Чемпионат Мексики по футболу — Апертура 2016, Клаусура 2019
- Лига чемпионов КОНКАКАФ — 2020

Атлас
- Чемпионат Мексики по футболу — Апертура 2021, Клаусура 2022
- Чемпион чемпионов — 2022

Личные
- Символическая сборная чемпионата Мексики — Клаусура 2022
- Лучший атакующий полузащитник чемпионата Мексики — 2021/22
- Участник матча всех звёзд чемпионата Мексики — 2022